# Regierung Lubomír Štrougal V
Die tschechoslowakische Regierung Lubomír Štrougal V, geführt durch den Ministerpräsidenten Lubomír Štrougal, befand sich im Amt vom 16. Juni 1986 bis 20. April 1988. Sie folgte der Regierung Lubomír Štrougal IV und wurde ersetzt durch die Regierung Lubomír Štrougal VI.

## Regierungsbildung, Programm
Die Regierung kam zustande nach den allgemeinen Wahlen vom Mai 1986. In seiner Regierungserklärung vom 24. Juni 1986, die wie üblich für fünf Jahre konzipiert wurde, hat Štrougal einiges angeführt, was rückwirkend und im Kontext unüblich erscheint. Die Forderung, die Produktion zu intensivieren, gehört zu den üblichen Wendungen, jedoch hat Štrougal dies im Zusammenhang mit „Nichttolerierung der Plannichterfüllung“, mit weiterem „Umbau der Wirtschaftslenkung“, mit größeren „Freiräumen“ und „ökonomischer Verantwortung“ für Wirtschaftsobjekte sowie mit der Notwendigkeit, bei Beschäftigten ein Interesse zu wecken, sich zu engagieren.
Dies geschah, nachdem 1985 Gorbatschow in der SU zum Generalsekretär gewählt wurde, und nachdem der XVII. Parteitag der KPTsch im März 1986 keinerlei Reaktionen darauf zeigte. Štrougal, der lange Zeit neben dem Parteichef Husák als der Garant der Normalisierung galt, allerdings auch als Pragmatiker, stellte sich nach Gorbatschows Wahl eindeutig auf die Seite der Perestrojka und der notwendigen Reformen auch in der Tschechoslowakei: der Begriff „Reform“ war seit der Niederschlagung des Prager Frühlings ein Tabuwort. Im Januar 1987, zeitgleich zum Plenum des ZK der KPdSU Ende Januar, unterstrich er noch einmal deutlich die Notwendigkeit der Reformen, wobei er zugleich andeutete, die Wirtschaftsreformen müssten durch politische Änderungen begleitet werden. Dies wurde als eine quasi Kampfansage an die konservativen Kräfte der Partei verstanden (Monate später waren auch in der westlichen Presse entsprechende Medienberichte zu lesen).
Im Dezember 1987 kam es auf einer Tagung der Zentralkomitees der KPTsch zur Wahl eines neuen Generalsekretärs der Partei. Für diesen Posten interessierte sich auch Štrougal, auf Husáks Empfehlung wurde jedoch der Hardliner Miloš Jakeš gewählt, der als ein Antipol zu Perestrojka galt. Aufgrund dieser Personalienänderung wurden auf der Apriltagung der ZK der Partei einige Änderungen in der Partei vorgenommen. Am 20. April wurden dann aufgrund des Verfassungsgesetzes 42/1988 Sb. einige Änderungen der föderalen Regierung vorgenommen (unter anderem eine Reduzierung der Ministerienzahl), was am 21. April 1988 zur Installierung der neuen Regierung Lubomír Štrougal VI führte, ohne dass die Medien den eigentlichen Rücktritt der Regierung Štrougal V erwähnten.

## Regierungszusammensetzung
Die Minister befanden sich während der gesamten regulären Amtsperiode im Amt (vom 16. Juni 1986 bis 20. April 1988) wenn nicht anders angegeben.
- Ministerpräsident: Lubomír Štrougal
- stellvertretender Ministerpräsident:
  - Rudolf Rohlíček
  - Peter Colotka
  - Ladislav Gerle
  - Pavol Hrivnák
  - Josef Korčák (bis 20. März 1987)
  - Ladislav Adamec (ab 20. März 1987)
  - Karol Laco
  - Matej Lúčan
  - Jaromír Obzina
  - Svatopluk Potáč
  - Miroslav Toman
- Außenminister: Bohuslav Chňoupek
- Verteidigungsminister: Milán Václavík
- Innenminister: Vratislav Vajnar
- Finanzminister: Jaromír Žák
- Minister für Arbeit und Soziales: Miloslav Boďa
- Außenhandelsminister: 
  - Bohumil Urban (bis 21. Dezember 1987)
  - Jan Štěrba (bis 28. Dezember 1987)
- Verkehrsminister: Vladimír Blažek
- Minister für Brennstoffe und Energetik: Vlastimil Ehrenberger
- Minister für allgemeinen Maschinenbau: Ladislav Luhový
- Minister für Metallurgie und schweren Maschinenbau: Eduard Saul
- Minister für elektrotechnische Industrie: Milan Kubát
- Landwirtschafts- und Ernährungsminister: Miroslav Toman
- Minister für Telekommunikationen: Jiří Jíra
- Vorsitzender des Föderalen Preisamtes: Michal Sabolčík
- Vorsitzender der Staatlichen Planungskommission: Svatopluk Potáč
- stellvertretender Vorsitzender der Staatlichen Planungskommission: Vladimír Janza
- Vorsitzender des Ausschusses für Volkskontrolle: František Ondřich
- Vorsitzender der Staatlichen Kommission für wissenschaftlich-technische und Investitions-Entwicklung: Jaromír Obzina

### Parteizugehörigkeit
Die Regierung wurde gebildet aus der Einheitsliste der Nationalen Front, die aus der dominierenden Kommunistischen Partei der Tschechoslowakei sowie aus Blockparteien bestand.

### Regierungen der Teilrepubliken
Parallel zur Regierung der Tschechoslowakischen Sozialistischen Republik hatten die beiden Teilrepubliken (Tschechische Sozialistische Republik und Slowakische Sozialistische Republik, beide erst ab 1969) ebenfalls eine eigene Regierung:
- Tschechische Sozialistische Republik: Regierung Josef Korčák V, Ladislav Adamec, František Pitra und Petr Pithart (18. Juni 1986 – 29. Juni 1990)
- Slowakische Sozialistische Republik: Regierung Peter Colotka IV, Ivan Knotek und Pavol Hrivnák (18. Juni 1986 – 8. Dezember 1989)